# Paul Samwell-Smith
Paul Samwell-Smith (né le 8 mai 1943 à Richmond, Surrey) est un producteur de disques et un des membres fondateurs et bassiste du groupe britannique des années 1960 The Yardbirds.

## Biographie
Avec les Yardbirds, il a collaboré avec les producteurs Mickie Most, Simon Napier-Bell et Giorgio Gomelsky, coproduit et enregistré la plupart de leurs chansons. Il quitte les Yardbirds pour une carrière de producteur.
Il a produit des albums de Renaissance, Murray Head, Cat Stevens, Jethro Tull, Carly Simon, Chris de Burgh, Beverley Craven, Claire Hamill ainsi que Amazing Blondel et les premiers albums de All About Eve.
Paul Samwell-Smith a été induit à la Rock and Roll Hall of Fame comme membre des Yardbirds en 1992.